# Шарл Томас де Лорен-Водемон
Шарл Томас де Лорен-Водемон (фр. Charles Thomas de Lorraine-Vaudemont; 7. март 1670 — Остиља, 12. мај 1704) је био фелдмаршал аустријске војске и командант у Рату за шпанско наслеђе.